# Raimundo Montalvão

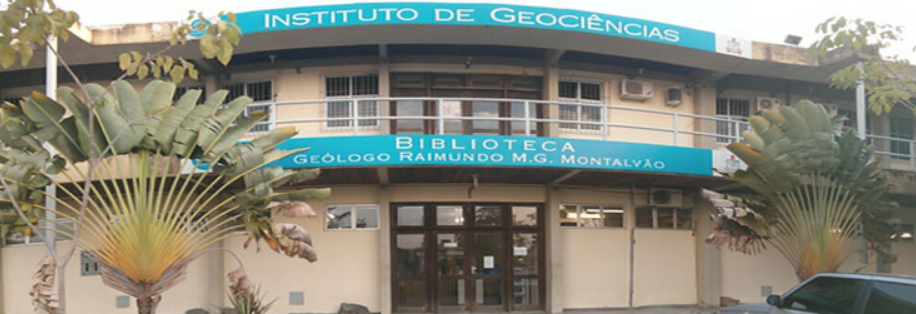
Imagem da biblioteca Geólogo Raimundo M. G. de Montalvão do Instituto de Geociências da Universidade Federal do Estado do Pará

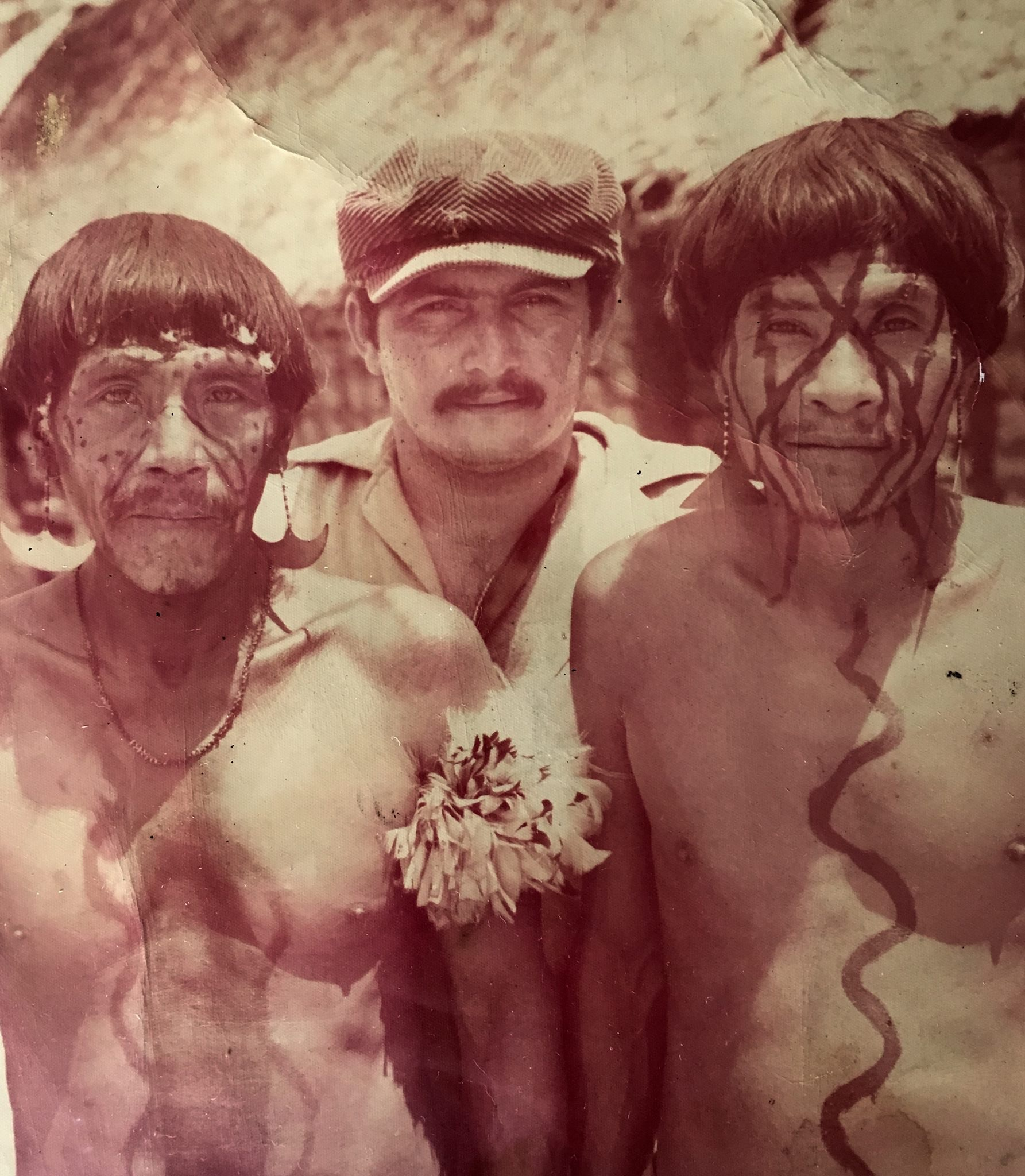
Geólogo Raimundo Montalvão entre indígenas da Amazônia na década de 1970.

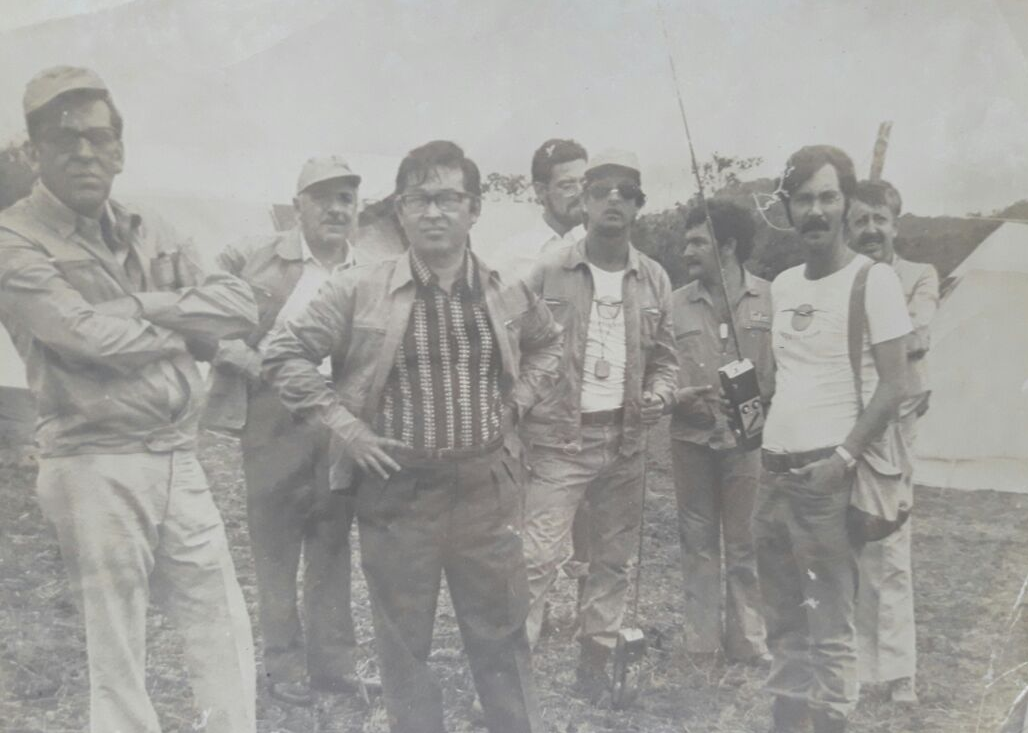
Raimundo de Montalvão (3º da direita para a esquerda) com colegas e o então Ministro das Minas e Energia e ex-Presidente da Petrobas, Shigeaki Ueki

Raimundo Montenegro Garcia de Montalvão (Belém, 1942 - 1987) foi um geólogo brasileiro, especialista em mineralogia.
Desenvolveu tese de Doutorado na USP sobre o Greenstone belt do Brasil, o Cinturão de rochas verdes responsáveis pela sedimentação de vários minerais, especialmente o ouro. Foi um dos pioneiros no estudos dos greenstone belts de Goiás na região das cidades de Crixás, Guarinos e Pilar de Goiás. Devido a qualidade de sua pesquisa, seus trabalhos são utilizados como referência para geólogos e pesquisadores até os dias de hoje. Um exemplo disso é a tese de doutorado Prospecção de Níquel Sulfetado no Greenstone belt de Crixás, Crixás-GO, concluída em 2013 e de autoria do Geól. Daniel Bortowski Carvalho.
Trabalhou com pesquisa mineral para o Governo no Departamento Nacional de Produção Mineral (DNPM) no Projeto Radam (Radar na Amazônia) e foi Diretor de Geologia na Companhia Vale do Rio Doce (CVRM), a Vale S.A. antes da privatização da empresa. 
A importância do professor Raimundo Montalvão para a Geologia foi devido ao trabalho de campo e acesso à informação e amostragem coletadas na Amazônia ainda pouco conhecida no início do processo de exploração mineral nas décadas de 1970 e 1980. Nessa época, o trabalho do Geólogo de mineração era solitário e perigoso com o convívio com seringueiros, índios e até guerrilheiros comunistas.
Montalvão foi condecorado com a medalha "Ciência para a Amazônia" em 1979. O seu Curriculum Vitae está enriquecido com aproximadamente 75 (setenta e cinco) trabahos publicados e pela presença constante em eventos científicos, além de dezenas de cursos e inúmeras palestras e conferências.
Ele empresta seu nome à atual biblioteca de Geociências da Universidade Federal do Estado do Pará (UFPA).